# Littérature béninoise

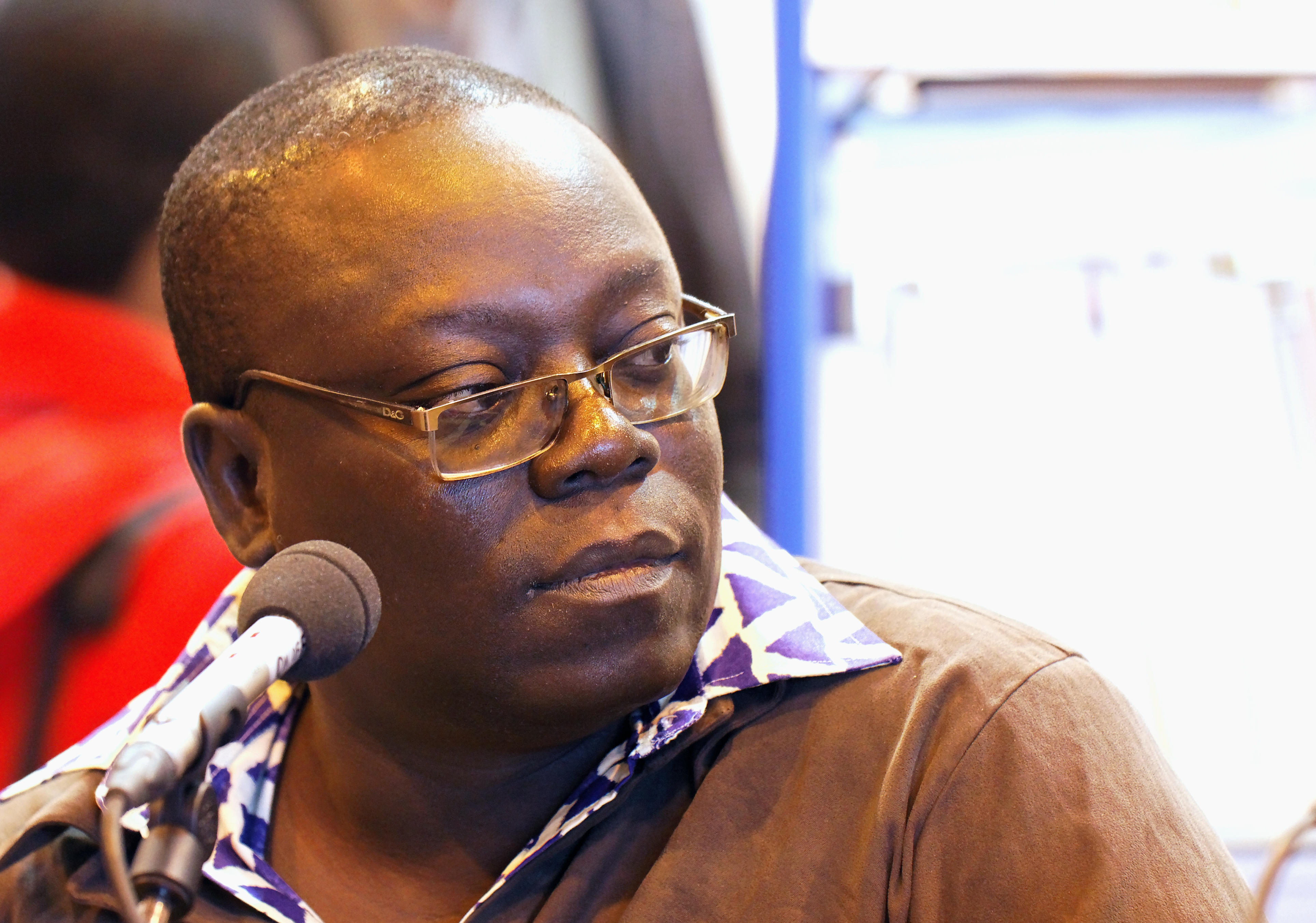
Florent Couao-Zotti en 2011

La littérature béninoise est une littérature africaine produite au Bénin ou par sa diaspora.
Le pays compte en 2022 12 000 000 d'habitants, alors que le Royaume du Dahomey en comptait moins de 1 000 000 vers 1900.
C'est une littérature essentiellement de langue française, mais il existe quelques ouvrages en langues béninoises, peu connus et souvent inédits.
Elle est née dans l'entre-deux-guerres, dans l'ancienne colonie du Dahomey. Les différents genres littéraires apparaissent dans l'ordre suivant : le roman, avec L'Esclave (1929) de Félix Couchoro, le théâtre (1933-1937), le conte et la légende (1941-1946) et enfin la poésie (1954). La bande dessinée béninoise se fait connaître à partir des années 1980.
Paul Hazoumé, auteur du premier roman historique africain (Doguicimi, 1938), et Olympe Bhêly-Quenum sont considérés comme des « écrivains classiques » du monde francophone.

## Galerie

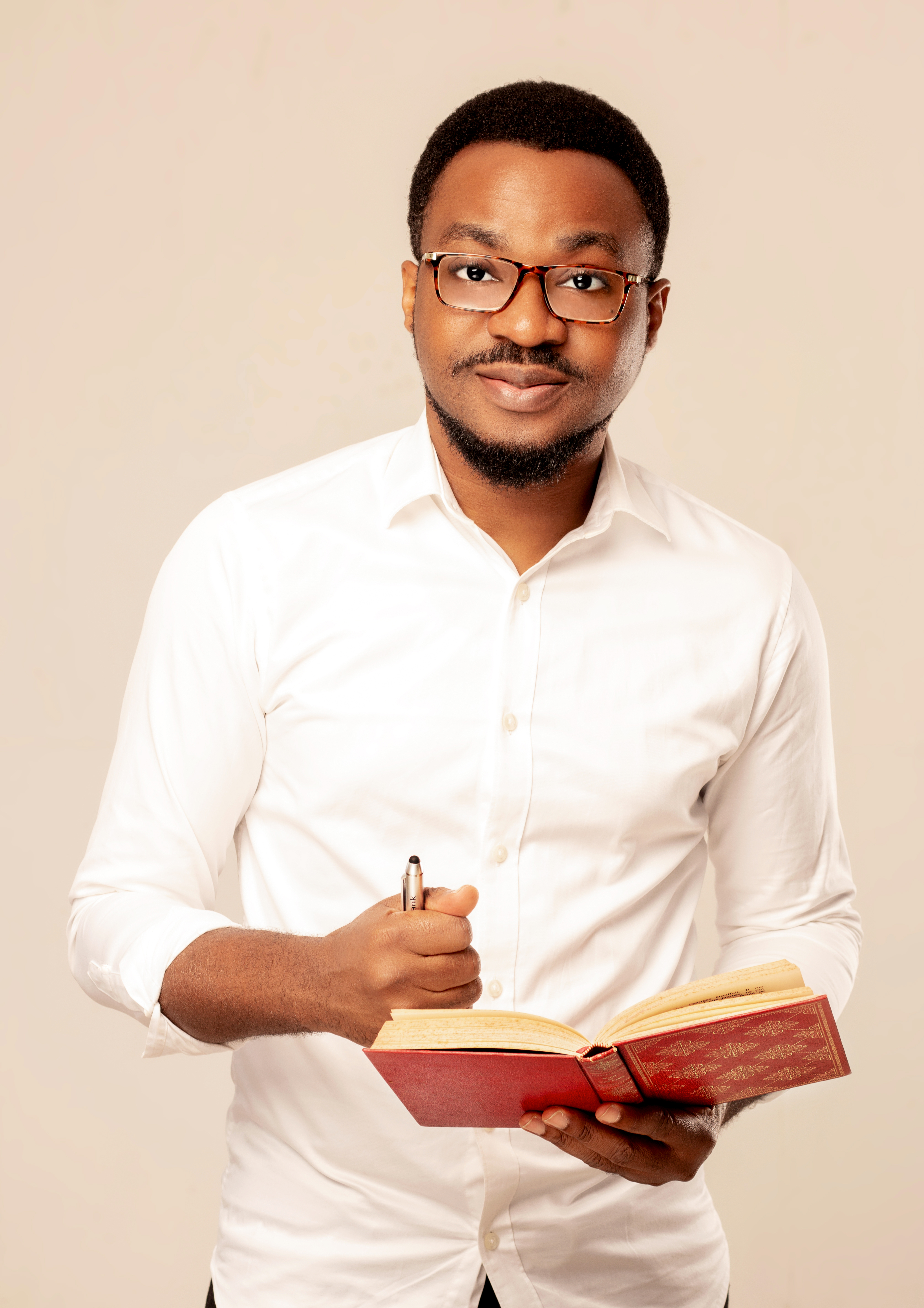
Habib Dakpogan
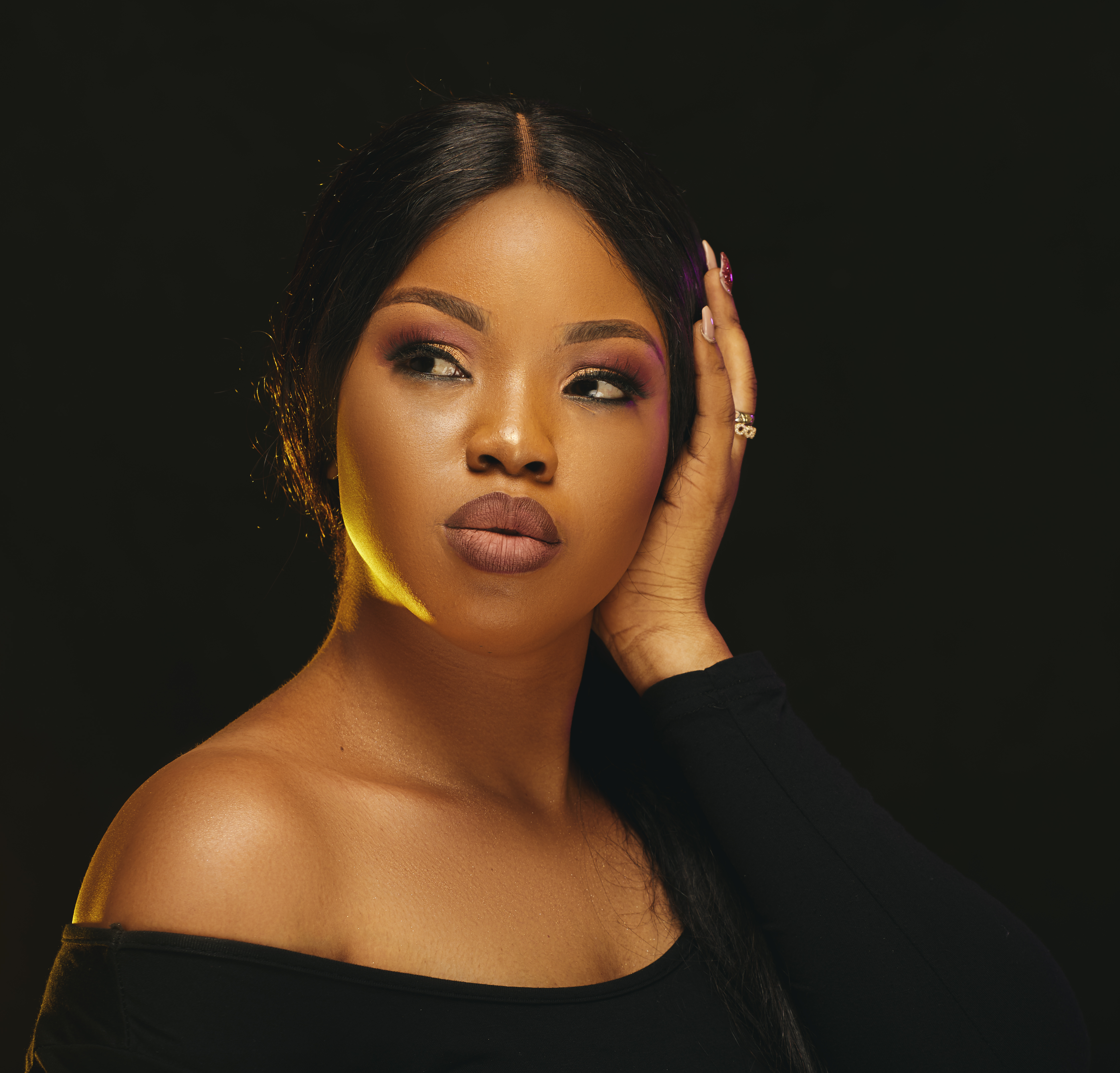
Elena Miro K
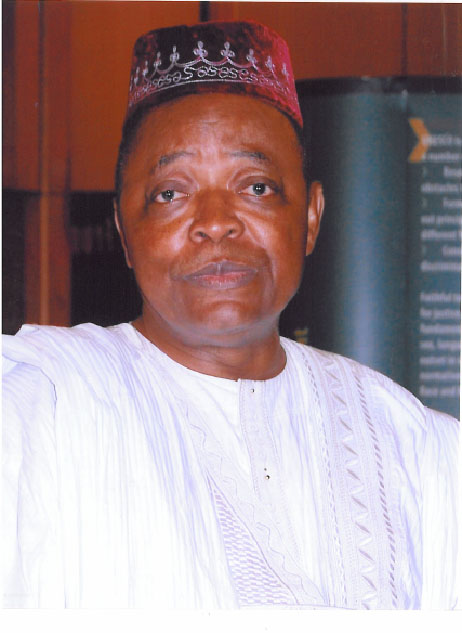
Noureini Tidjani-Serpos
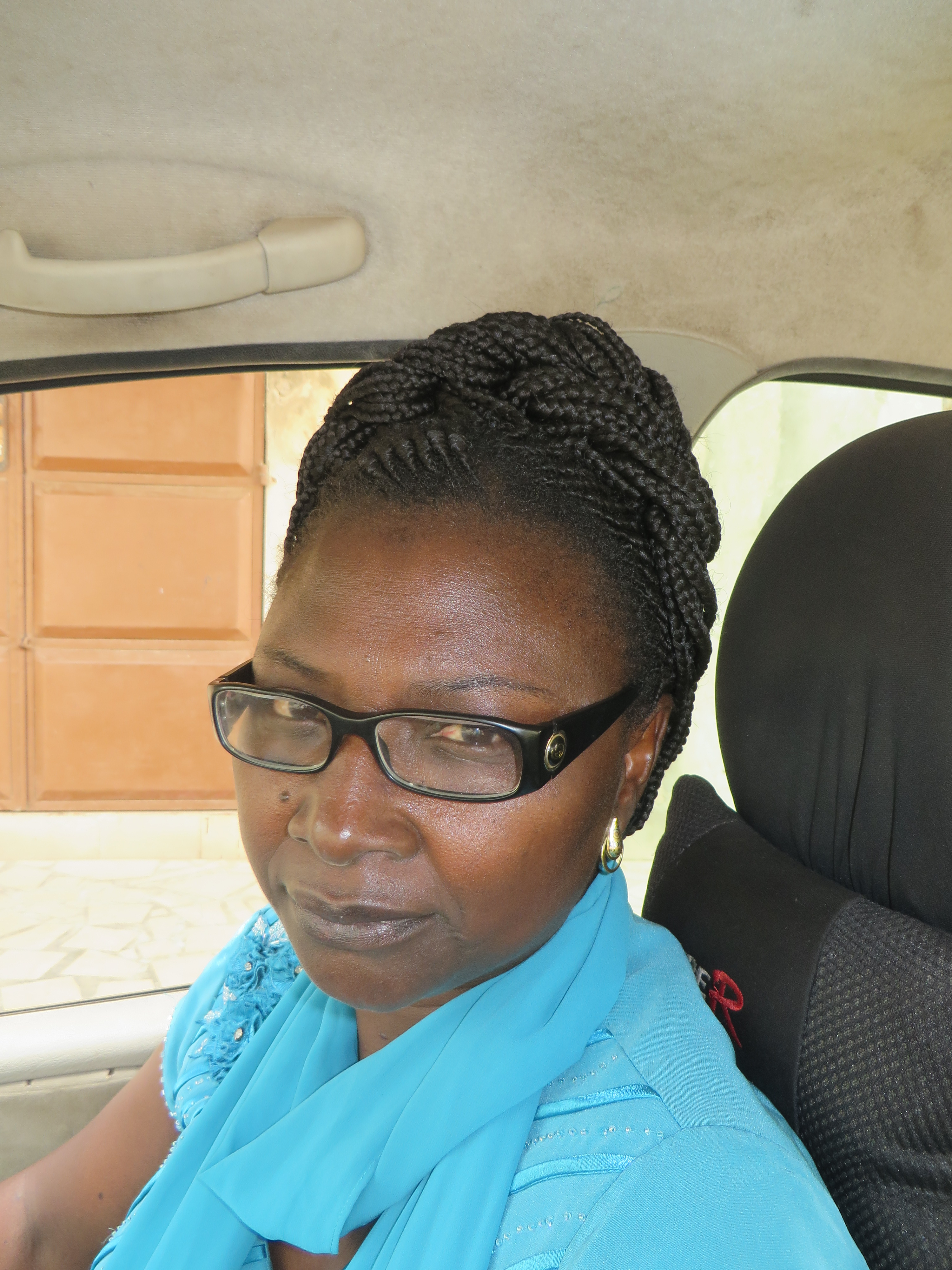
Béatrice Lalinon Gbado
Paulin J. Hountondji
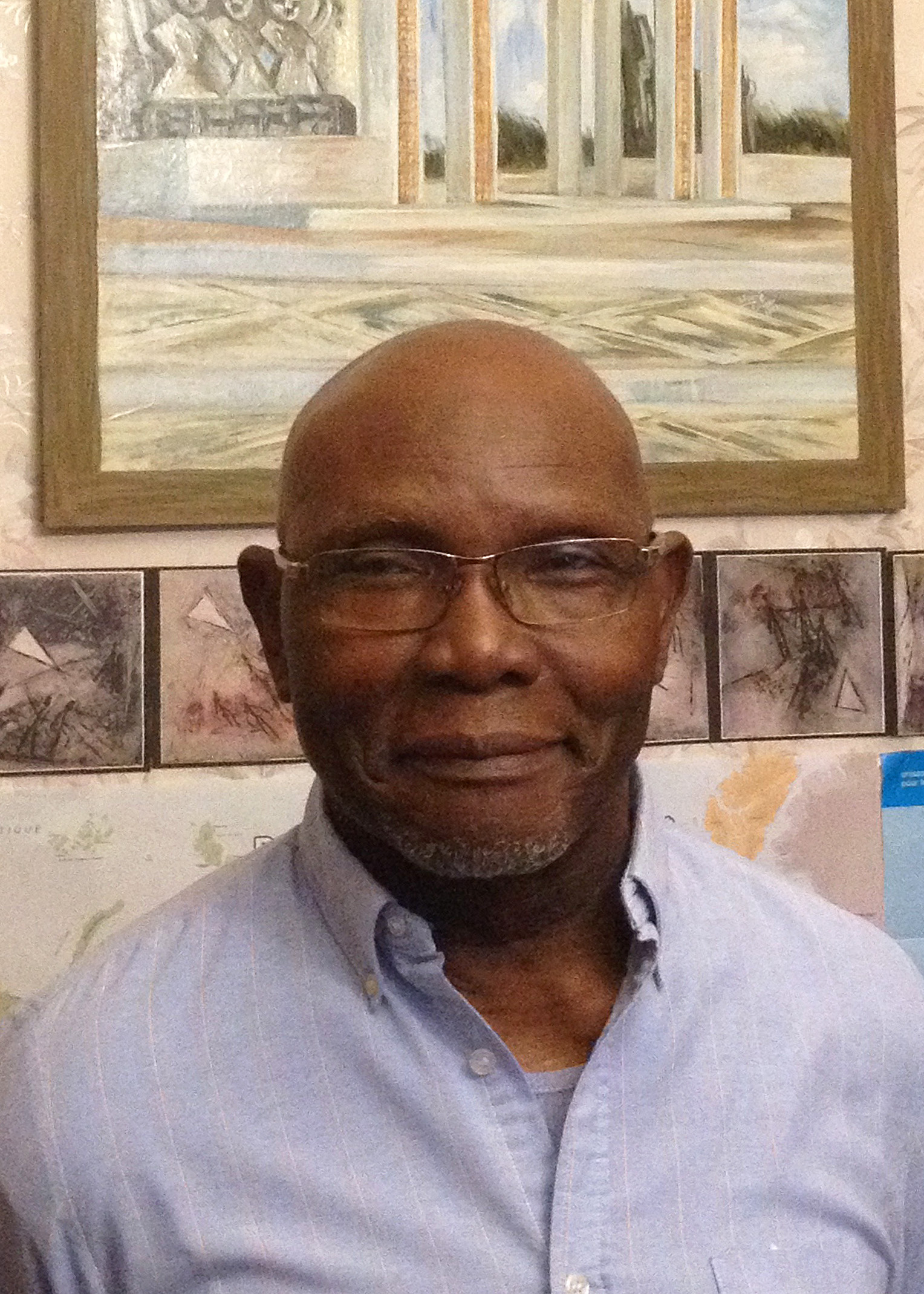
Zakari Dramani-Issifou
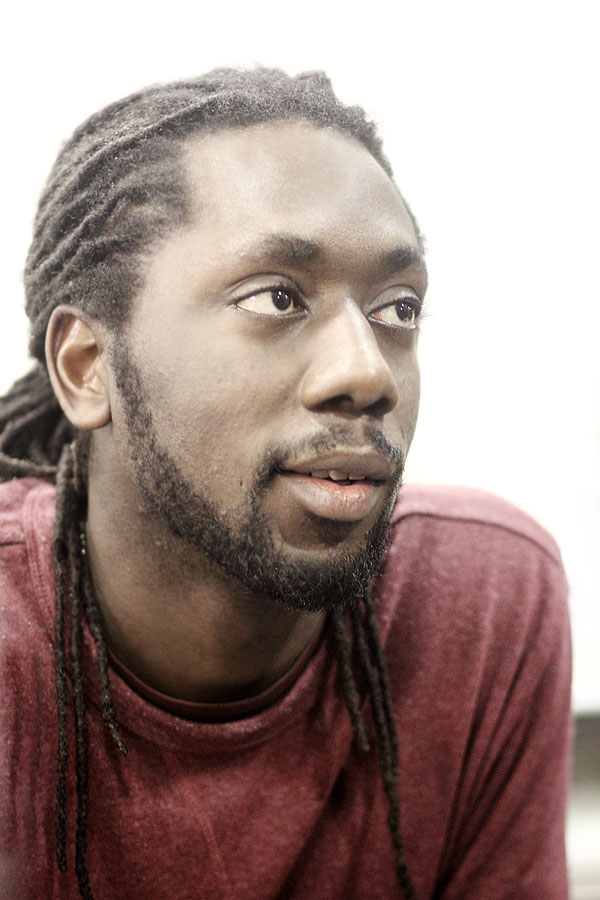
Ryad Assani-Razaki
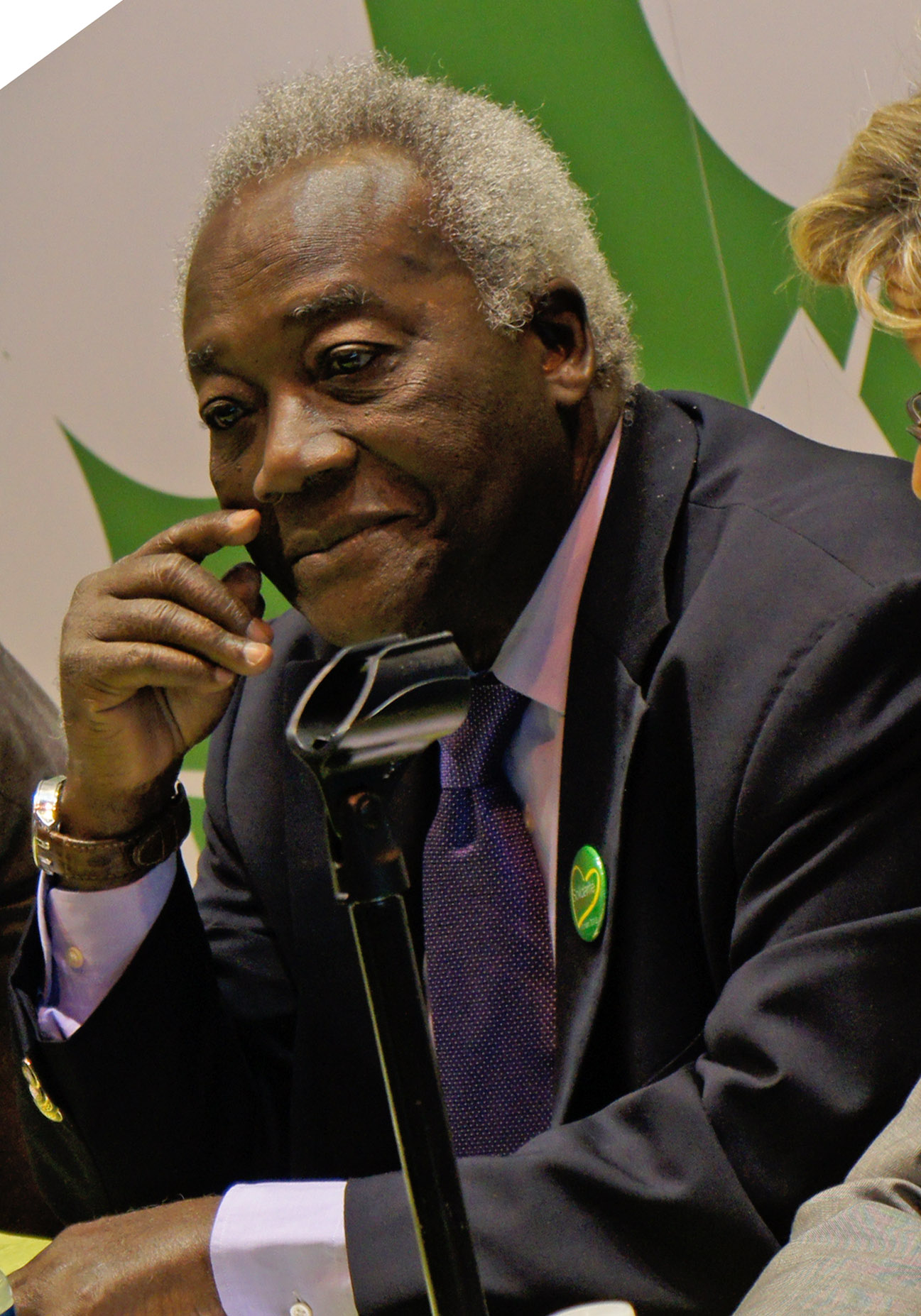
Stanislas Adotevi
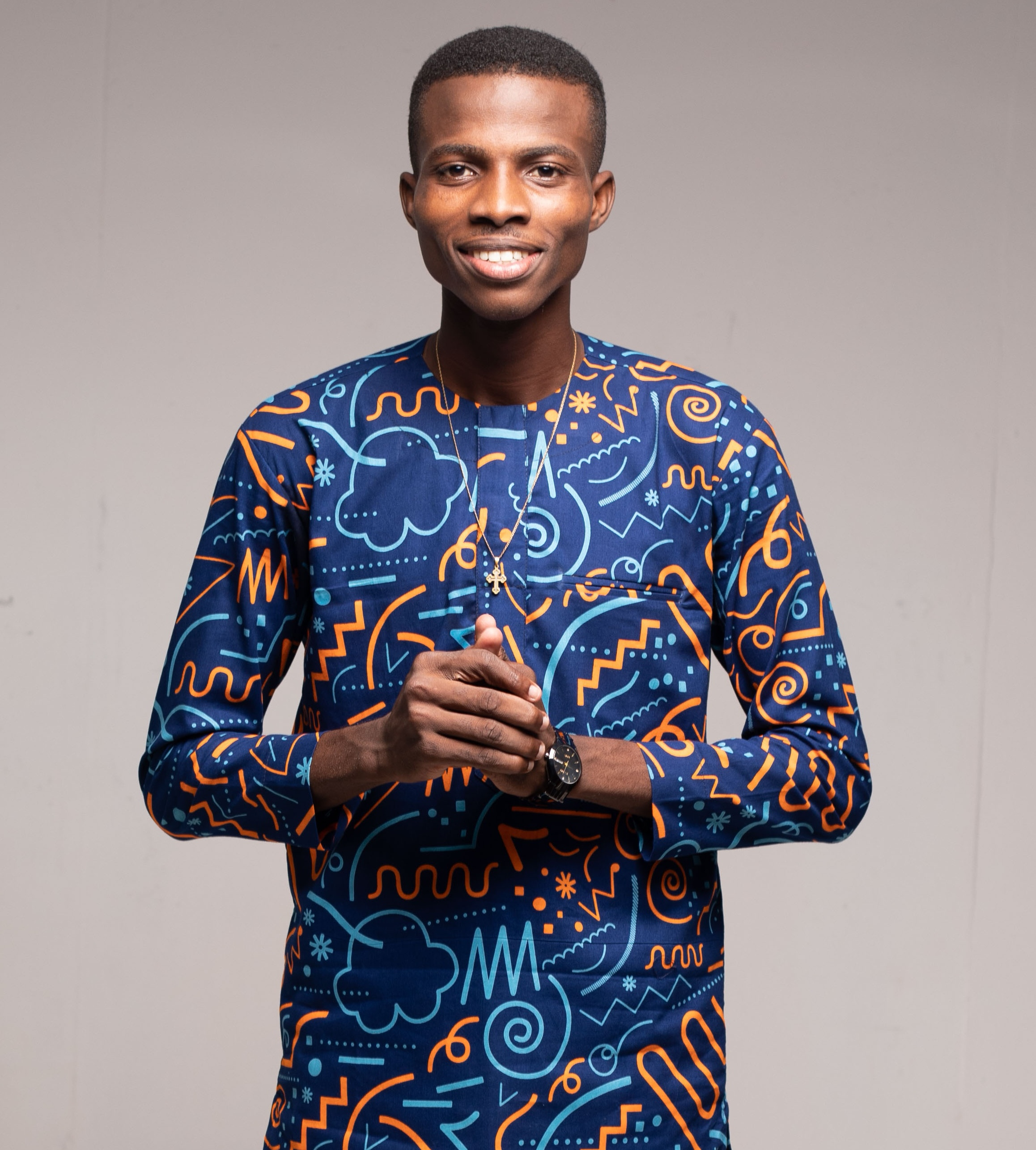
Fabroni Bill Yoclounon
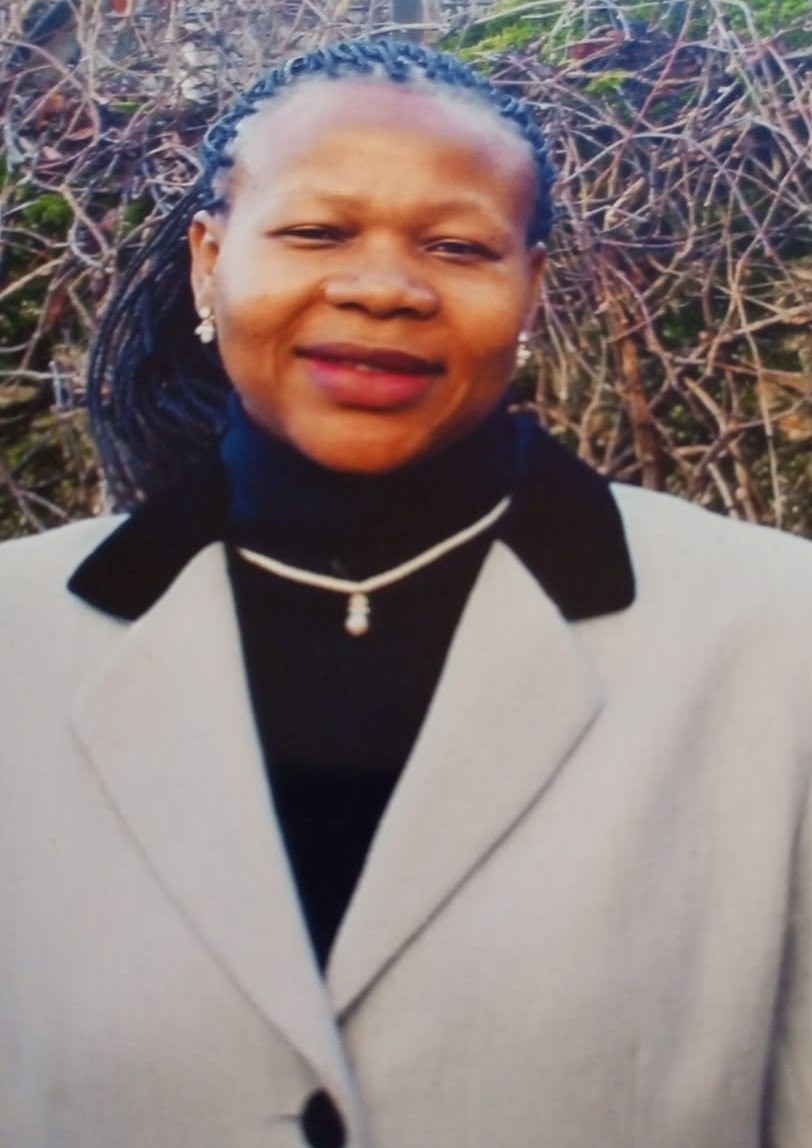
Sophie Adonon

## Prix littéraires
- Grand prix littéraire d'Afrique noire depuis 1961
- Prix Noma de publication en Afrique (1979-2009)
- Prix Orange du Livre en Afrique (depuis 2019)
- Prix Tchicaya U Tam'si pour la poésie africaine (depuis 1989)
- Prix Ahmadou-Kourouma depuis 2004